# أليس تايلور
أليس تايلور (بالإنجليزية: Alice Taylor)‏ (1938، مقاطعة كورك في جمهورية أيرلندا)؛ كاتِبة وروائية أيرلندية.